# 1989年バスケットボール男子欧州選手権
1989年バスケットボール男子欧州選手権（1989 European Basketball Championship）は、ユーゴスラビア（現クロアチア）・ザグレブで開催されたバスケットボール欧州選手権男子大会。通称「ユーロバスケット1989」。
8カ国が本大会に出場。開催国であるユーゴスラビアが6大会ぶり4度目の優勝を飾り、ギリシャ・ソ連・イタリア・スペインとともに1990年世界選手権出場権を獲得した。

## 最終結果
| 順位 | 国             |
| ---- | -------------- |
| 1    | ユーゴスラビア |
| 2    | ギリシャ       |
| 3    | ソビエト連邦   |
| 4    | イタリア       |
| 5    | スペイン       |
| 6    | フランス       |
| 7    | ブルガリア     |
| 8    | オランダ       |